# Базовая диаграмма

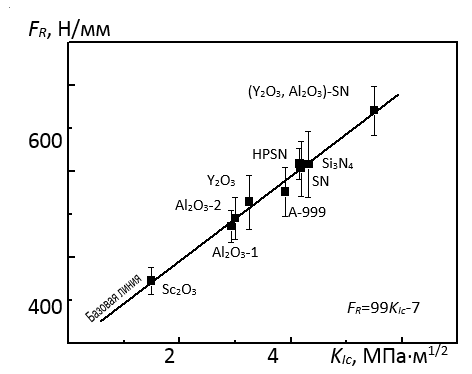
Базовая диаграмма по проф. Г. А. Гогоци

Ба́зовая диагра́мма — понятие в прикладной механике материалов, впервые введенное профессором Г. А. Гогоци на основании экспериментально полученной прямой линии (Рис 1), свидетельствующей о прямой пропорциональности между результатами определения трещиностойкости керамики, соответствующей модельному твёрдому телу линейной упругой механики разрушения, которой, например, является обычная оксид алюминиевая и нитридо кремниевая керамика, полученными с помощью микрометода скалывания кромки образца и с помощью макрометода испытаний, например, предполагающего изгиб балки с V- образным надрезом.
Её практическая полезность заключается в том, что если данные микро испытаний (значения FR), определяемые при скалывании прямоугольной кромки образца (или изделия) такой керамики спроектировать на базовую линию, то возможно получить значения её трещиностойкости, определяемой по макрометоду испытаний (значения критического коэффициента интенсивности напряжений KIс.
На основе этой диаграммы разработана классификация керамики стекол по особенностям их разрушения 